# Stenopadus obconicus
Stenopadus obconicus là một loài thực vật có hoa trong họ Cúc. Loài này được Maguire & Wurdack miêu tả khoa học đầu tiên năm 1957.